# تومي بردويل
تومي بردويل (بالإنجليزية: Tommy Bridewell)‏ مواليد 9 أغسطس 1988 في ويلتشاير، هو متسابق دراجات نارية بريطاني. نافس في سباقات بطولة العالم لفئة 125 سي سي. كما شارك في بطولة العالم للسوبربايك.

## روابط خارجية
- تومي بردويل على موقع WorldSBK.com (الإنجليزية)